# Commandohaakarmbak

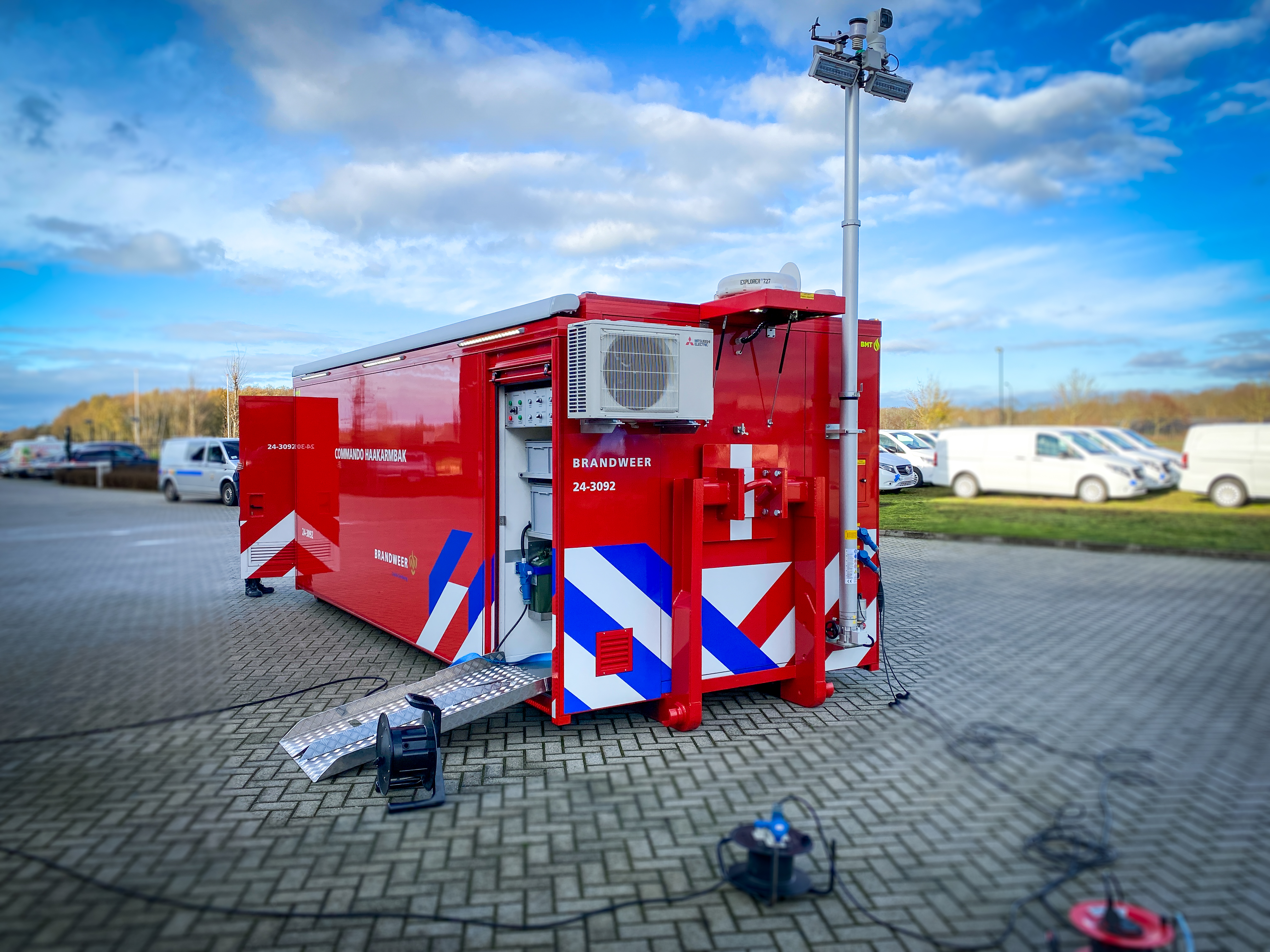
Commandohaaharmbak Veiligheidsregio Zuid Limburg

Een commandovoertuig, commandohaakarmbak of CP-OPS zijn brandweervoertuigen die worden ingezet bij grootschalige incidenten, om de coördinatie tussen de verschillende disciplines binnen de hulpverlening te regelen. Het zijn als het ware mobiele vergaderruimtes.

## Nederland
Een commandovoertuig of CO is een voertuig van de Nederlandse brandweer. Eveneens bestaan er commandohaakarmbakken (COH). Het voertuig/de container is ingericht als vergaderruimte voor acht personen en beschikt over klimaatregeling, schrijfborden, kaartmateriaal, mobilofoons en telefoonverbindingen. De CO(H) wordt bijna altijd samen met een verbindings- en commandovoertuig (VC-2) ingezet waarbij de VC de verbindingen tussen de verschillende eenheden regelt.

## België
In België wordt een CP-OPS (Commandopost Operaties) ingezet als coördinatieruimte tussen de verschillende disciplines. De CP-OPS kan zowel als haakarmbak of als voertuig uitgevoerd worden. De brandweerzone Antwerpen beschikt zelfs over een volledig ingerichte bus als commandopost.
Bij een incident is de CP-OPS altijd te herkennen aan een groen zwaailicht. Vóór de CP-OPS ter plaatse is, kunnen ook andere voertuigen ingezet worden als tijdelijke overleg- en coördinatieplaats. Meestal is dit het voertuig van de eerste officier ter plaatse, die dan ook met een groen zwaailicht is voorzien.
Het 'commandovoertuig' uit Nederland mag niet verward worden met de in België gebruikte 'commandowagen', een voertuig waarmee de officier of bevelvoerder zich naar de interventie verplaatst.